# 施泰因河
47°00′12″N 8°36′24″E / 47.00344°N 8.60659°E

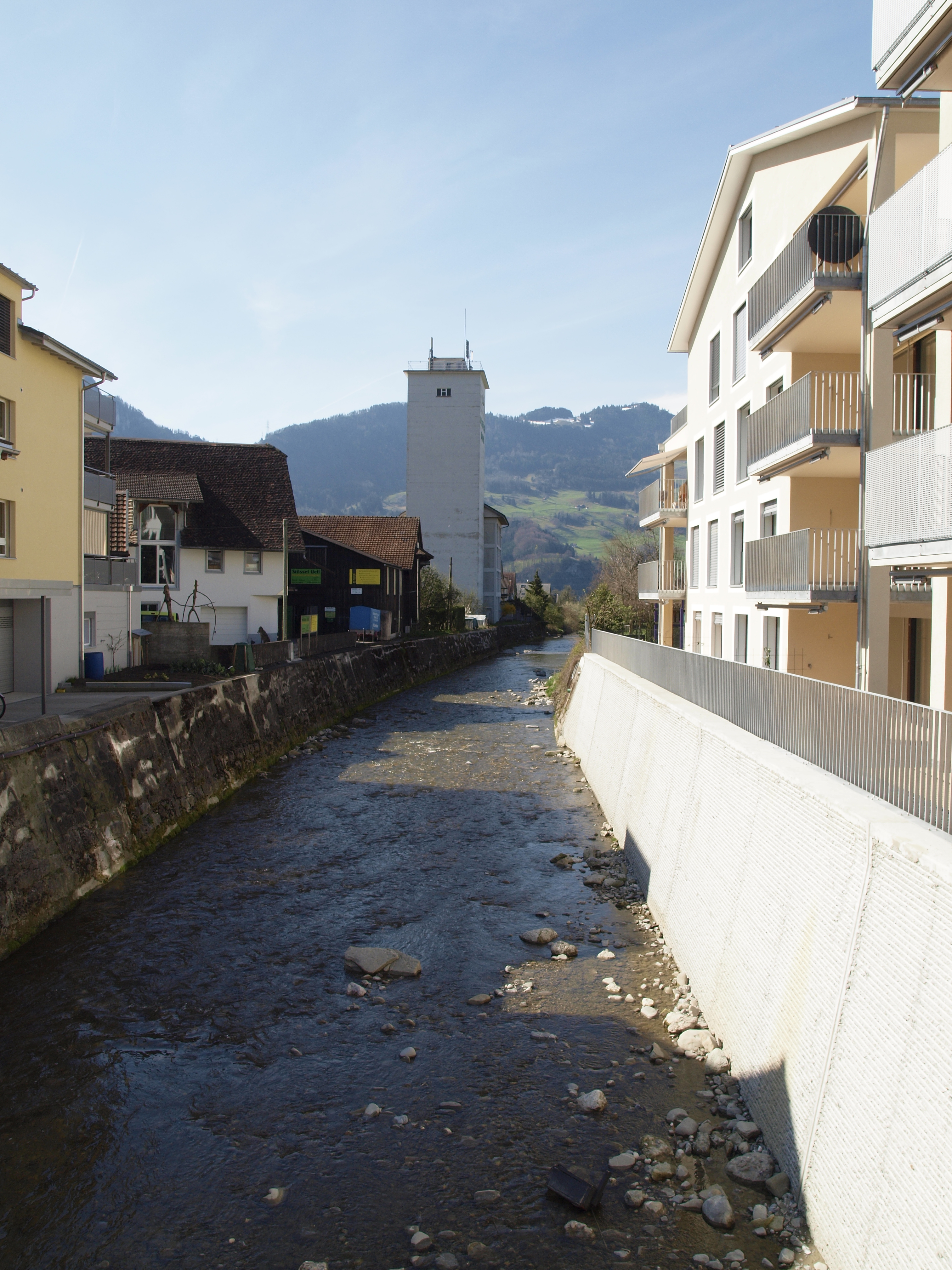

施泰因河是瑞士的河流，位於該國中部，流經施維茨州，屬於穆奧塔河的左支流，河道全長21.3公里，流域面積83.7平方公里，發源自羅滕圖姆，河口處在因根博爾。